# Stickney (Dakota Południowa)
Stickney – miasto w Stanach Zjednoczonych, w stanie Dakota Południowa, w hrabstwie Aurora.